# فیدل (فیلم ۲۰۰۲)
فیدل (انگلیسی: Fidel) یک مجموعهٔ کوتاه محصول ۲۰۰۲ به کارگردانی دیوید آتوود است که انقلاب کوبا و زندگی سیاسی فیدل کاسترو (با بازی ویکتور هوگو مارتین) را به تصویر می‌کشد. مدت زمان کلی فیلم ۲۰۰ دقیقه است اما نسخه ویدئویی آن کوتاه‌تر است. گائل گارسیا برنال بعداً در نقش چه گوارا در فیلم خاطرات موتورسیکلت بازی کرد.